# Мисисипски алувиални и Югоизточноамерикански крайбрежни равнини
Мисисипски алувиални и Югоизточноамерикански крайбрежни равнини (на английски: Mississippi Alluvial & Southeast USA Coastal Plains) са биогеографска област в Съединените американски щати, една от единиците от второ ниво в класификацията на Американската агенция за опазване на околната среда, част от Източните умерени гори.
Разположена в югоизточната част на страната, областта включва низините по крайбрежието на Атлантическия океан и североизточната част на Мексиканския залив, както и по най-долното течение на река Мисисипи. В югоизточния си край граничи с областта на Влажните тропични гори, в югозападния с Великите равнини, а на север преминава в други части на Източните умерени гори – Югоизточноамериканските равнини и Озаркско-Уачитско-Апалачките гори.
Мисисипските алувиални и Югоизточноамерикански крайбрежни равнини се подразделят на няколко подобласти:
- Атлантически борови крайбрежни низини
- Мисисипска алувиална низина
- Равнини на смесените гори
- Средноатлантически крайбрежни низини